# 布袋港風力發電站
布袋港風力發電站位於臺灣嘉義縣布袋鎮布袋商港外堤，為台灣電力公司所興建的陸域風力發電站，該發電站為台電公司風力發電第五期計畫中的其中一項。

## 沿革

### 計畫
台灣電力公司十年風力發電發展計畫共分為五期執行，第五期計畫包含彰化縣彰工風力發電站增設第三期四部風力發電機、永興風力發電計畫，雲林縣臺西風力發電計畫，以及嘉義縣布袋鎮的布袋港風力發電計畫等四項子計畫。
布袋港風力發電計畫規劃初期預計裝設六部風力發電機，機組採單機裝置容量2MW，總裝置容量12MW。第五期計畫於2017年正式啟動，而布袋港場址原先計畫裝設六部風力發電機，後因台電公司考量降低對整體生態環境影響，在總裝置容量不變下，採風機大型化，減少設置風機數量，故風機數量降至四部，而到台電將布袋港風力發電送交環保署環境影響評估審查時，再降低風機數量至三部，採每部裝置容量3.3MW之風力發電機，總容量降至9.9MW。
而原先台電去函嘉義縣政府將於布袋港設置風力發電站時，最初回函表示無意見，直到台電將展開環評作業時，縣政府再度來函表示反對設置風力發電機，致使整項計畫執行進度落後，經台電公司多次派員及時任董事長楊偉甫南下與嘉義縣政府溝通，於2018年5月9日縣府發函同意布袋港風力發電站工程，同年7月環評工作重新啟動。
2019年10月17日環保署環評大會針對布袋港風力發電計畫朝開審查，會中審查委員對於台電僅設置三部風力發電機是否效益不高，且布袋港所在地夾在朴子溪河口濕地與好美寮濕地等兩處國家級濕地之間，設置風機是否有影響鳥類遷徙等疑慮，要求台電2020年1月31日期限前補件後再審。
2020年2月25日環保署環評大會招開第二次審查會議，台電補件資料中雖缺乏地質鑽勘資料，但經環評委員討論後，仍決議通過。2020年5月27日環評大會正式公告布袋港風力發電計畫通過審查。
2021年10月9日布袋港風力發電計畫由台電公司再生能源處承辦，並對外招標工程，同年11月22日公告由中興電工公司得標，預算金額為新臺幣5億7千8百萬元，決標金額為新臺幣5億4千9百萬元，預估完成日期為2028年12月7日。

## 設備

### 發電機組
| 風力發電機類型 | 風力發電類型 | 機組數量 | 裝置容量（MW） | 商轉日期 | 狀態   |
| -------------- | ------------ | -------- | -------------- | -------- | ------ |
|                | 陸域風力發電 | 3        | 9.9MW          |          | 施工中 |